# Kyōdō Tsūshinsha
Die Kyōdō Tsūshinsha (japanisch 一般社団法人共同通信社 Ippan Shadan Hōjin ~, englisch Kyodo News) ist eine japanische Non-Profit-Nachrichtenagentur. Ihr Hauptsitz befindet sich in Minato, Präfektur Tokio.

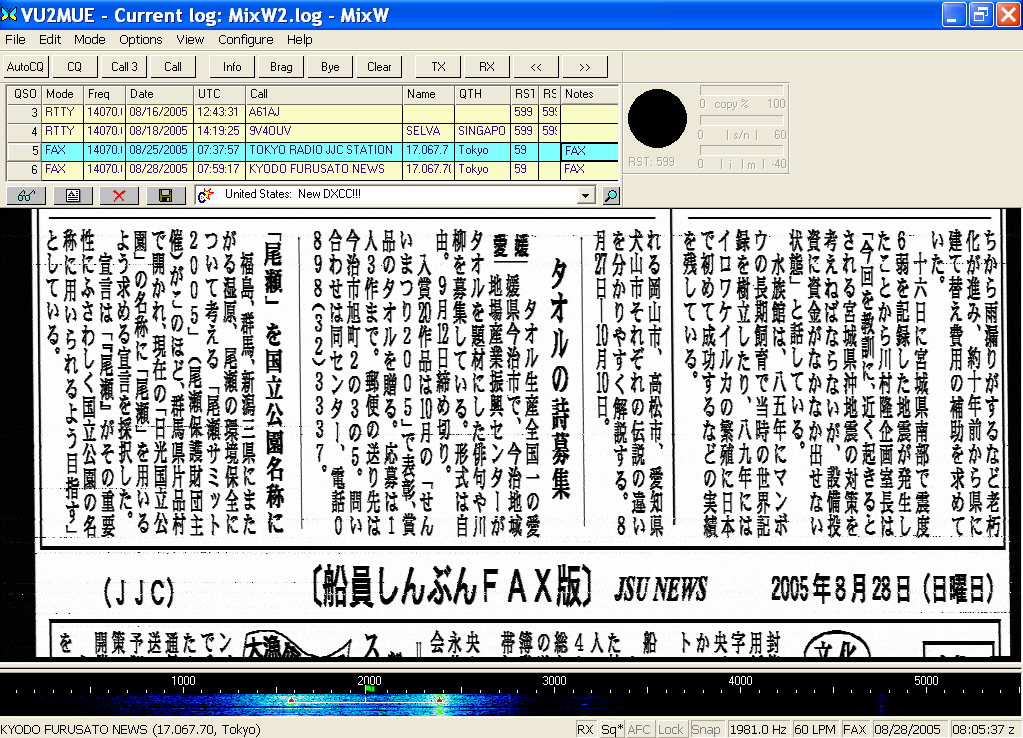
Wetterfax von Kyōdō auf Kurzwelle

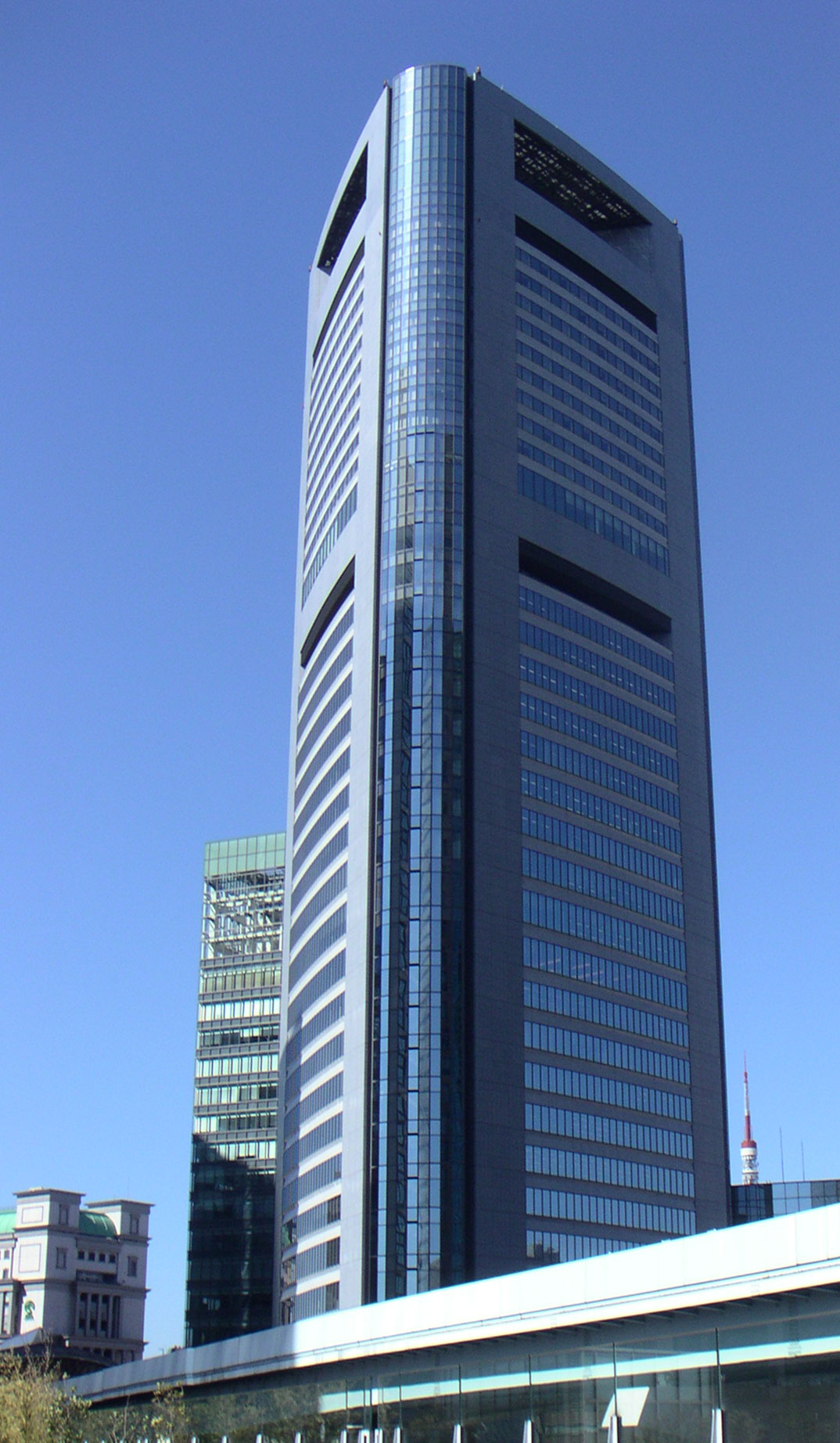
Shiodome Media Tower, Zentrale der Kyōdō Tsūshinsha im Tokioter Stadtteil Higashi-Shimbashi

Als weltweit einzige Nachrichtenagentur überträgt Kyodo News seine Nachrichten noch über die Betriebsart Wetterfax auf Kurzwelle.
Die Nachrichtenagentur hat mehr als 1700 Angestellte (Stand: Januar 2009).

## Geschichte
Kyodo News entstand während der Alliierten Besatzungszeit im November 1945 nach der Zerschlagung der Dōmei Tsūshinsha (Domei News Agency), deren Wirtschaftsabteilung in die Jiji Tsūshinsha (Jiji Press) überging. Der Firmensitz befand sich zu dieser Zeit in Hibiya, Chiyoda, Präfektur Tokio. Ab 1951 begann Kyodo seine Nachrichten kommerziellen Rundfunkstationen anzubieten. Seit 1964 wurden die Nachrichten auch für Schiffe auf hoher See übertragen. Ein Jahr später wurden neben den japanischen Nachrichten nun auch regelmäßig englischsprachige Meldungen unter der Bezeichnung Kyodo World Services veröffentlicht. 1966 wechselte der Firmensitz nach Toranomon, Minato in der Präfektur Tokio. Die Abteilung für Radio und Fernsehen wurde 1986 um das Angebot bewegten Bildmaterials erweitert. 2003 zog die Nachrichtenagentur in ihren heutigen Firmensitz, den fertiggestellten Shiodome Media Tower. Im Jahr 2005 wurden die Japanischen und Englischen Nachrichten um ein Chinesisches Angebot erweitert. Bis 2010 war Kyodo News als Körperschaft des öffentlichen Rechts (shadan-hōjin, englisch incorporated association) organisiert.